# Енбекшильдерское
Енбекшильдерское (каз. Еңбекшілдер) — село в Енбекшильдерском районе Акмолинской области Казахстана. Административный центр Енбекшильдерского сельского округа. Код КАТО — 114537100.

## География
Село расположено в центральной части района, на расстоянии примерно 48 километров (по прямой) к востоку от административного центра района — города Степняк.
Абсолютная высота — 226 метров над уровнем моря.
Климат холодно-умеренный, с хорошей влажностью. Среднегодовая температура воздуха положительная и составляет около +3,4°С. Среднемесячная температура воздуха в июле достигает +19,9°С. Среднемесячная температура января составляет около -15,5°С. Среднегодовое количество осадков составляет около 395 мм. Основная часть осадков выпадает в период с июня по август.
Ближайшие населённые пункты: село Актас — на севере, аул Акбулак — на северо-западе, село Алга — на северо-востоке.
Восточнее села проходит железная дорога «Заозёрное — Аксу», имеется станция Енбекшильдер к северу.

## Население
В 1989 году население села составляло 785 человек (из них казахи — 44 %, русские — 20 %).
В 1999 году население села составляло 513 человек (251 мужчина и 262 женщины). По данным переписи 2009 года, в селе проживало 514 человек (261 мужчина и 253 женщины).
| Численность населения | Численность населения | Численность населения |
| 1989                  | 1999                  | 2009                  |
| --------------------- | --------------------- | --------------------- |
| 785                   | ↘513                  | ↗514                  |

## Улицы[6]
- ул. Абая Кунанбаева
- ул. Алшынбай
- ул. Мектеп
- ул. Орталык
- ул. Тын игеру